# Bolesław Biegas
Bolesław Biegas (Koziczyn, 29 de março de 1877 - Paris, 30 de setembro de 1954) foi um pintor, escultor e escritor polonês.